# Portrait du docteur Rey
Le Portrait du docteur Rey est une peinture de l'artiste-peintre postimpressionniste hollandais Vincent van Gogh.
Réalisée à Arles, probablement entre le 7 et le 17 janvier 1889, elle est exposée de nos jours au musée Pouchkine de Moscou. Ce tableau représente l'interne Félix Rey d'Arles qui avait soigné Van Gogh à la suite de la crise d'épilepsie ou de démence au cours de laquelle le peintre s'était mutilé l'oreille. L'artiste lui a fait don de cette œuvre à titre de remerciement ou plus exactement de souvenir.

## Description
Le tableau mesure 53 × 64 cm et techniquement il s'agit d'une peinture à l'huile sur toile. Il est signé en rouge, en bas à droite, Vincent, Arles, 89.
Bien qu'il s'agisse d'un tableau de circonstance, il est possible d'y voir les préoccupations du peintre qui a traité cette œuvre dans un style japonisant.

## Destinée de l'œuvre

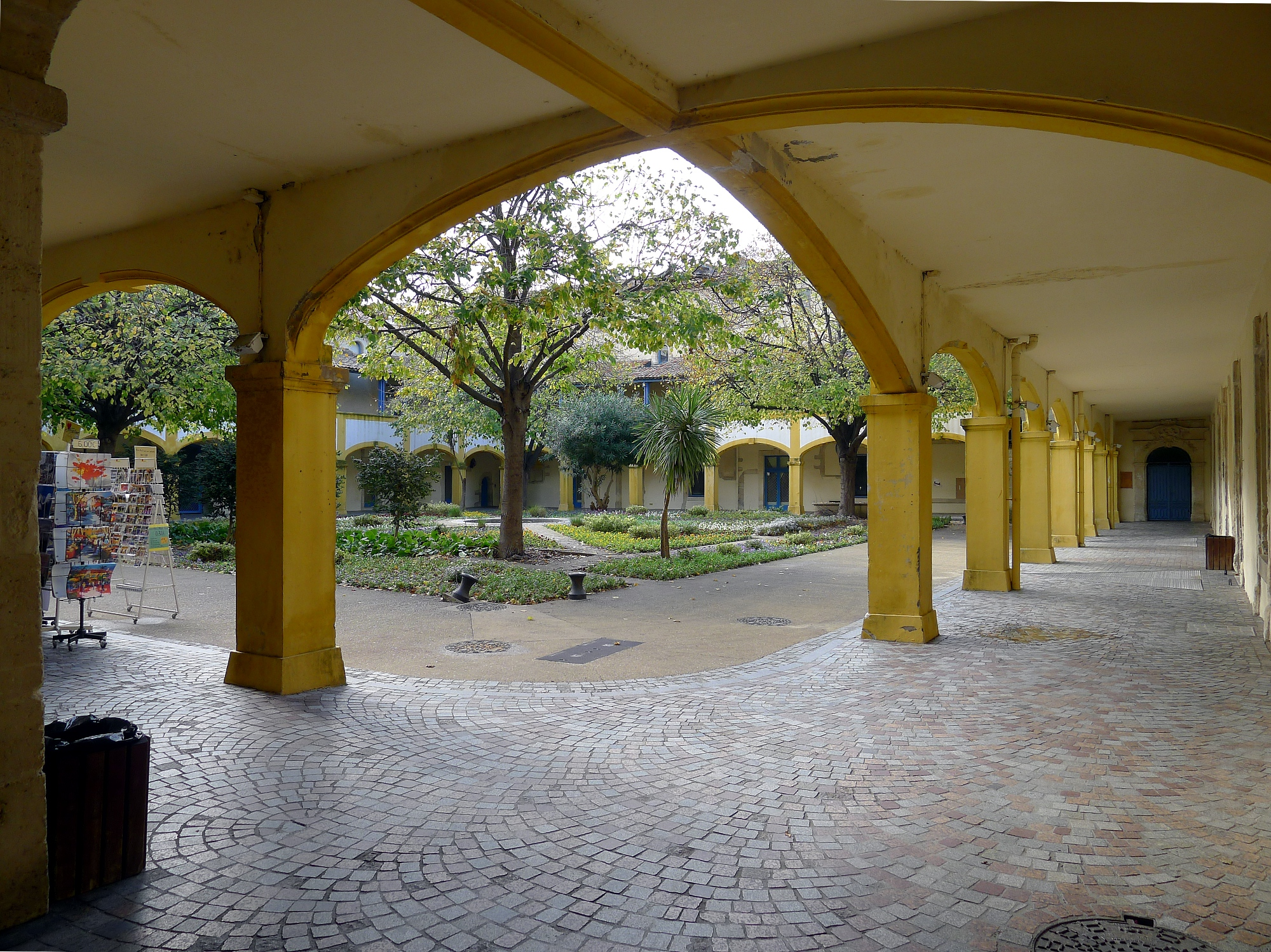
Ancien hôpital d'Arles, devenu un temps « Espace van Gogh ».

L'œuvre peinte  entre le 7 et le 17 janvier [1889], dans le cabinet du docteur  à l'hôpital d'Arles, est donnée au docteur Rey (encore interne à cette date). Le docteur et sa famille, trouvant ce portrait invraisemblable et ridicule, le rangent pendant plus de dix ans dans un poulailler afin de boucher un trou, puis probablement dans un grenier.
En avril 1901, le futur peintre Charles Camoin, soldat au 55e régiment d'infanterie de ligne cantonné à Arles rencontre le docteur Rey qui lui parle de ce tableau. Il le lui achète puis le met en dépôt chez un marchand de tableaux marseillais, M. Molinard. Quelques semaines plus tard, l'œuvre n'ayant pas trouvé preneur est expédiée chez le correspondant parisien de Molinard, le marchand Ambroise Vollard, qui trouve un acquéreur pour 150 francs. Le tableau porte alors le nom de Portrait d'homme sur châssis, buste de face légèrement orienté vers la droite, signé en rouge : Vincent, Arles, janvier 1889.
On ne parle plus du tableau jusqu'en 1908, date à laquelle il est acheté successivement par la galerie Cassirer de Berlin puis par la galerie Druet de Paris. Cette dernière vend le portrait, la même année, au collectionneur Stchoukine pour 4 600 francs. À la révolution russe de 1917, l'œuvre est confisquée et rejoint le musée d'Art moderne de Moscou. Le portrait est exposé aujourd'hui au musée Pouchkine. Entre-temps, l'identité de la personne représentée avait été perdue. Ce n'est qu'en septembre 1924, grâce à J.B. de la Faille qui enquêtait dans le cadre de la réalisation d'une biographie et d'un catalogue raisonné de Van Gogh, que le docteur Rey est finalement identifié et que le tableau adopte son nom actuel.

## Sources
- AVA - Bulletin des amis du vieil Arles, no 135, en particulier pour la destinée de cette œuvre.